# Kabinett Althaus II
Das Kabinett Althaus II bildete von 2004 bis 2009 die Thüringer Landesregierung. Die CDU konnte bei der 4. Landtagswahl vom 13. Juni 2004 – trotz deutlicher Stimmenverluste von 8,0 Prozentpunkten – ihre absolute Mehrheit der Mandate im Thüringer Landtag knapp verteidigen: Sie erreichte 45 Mandate gegenüber 43 Mandaten der Opposition aus PDS und SPD. In der konstituierenden Sitzung des 4. Landtags am 8. Juli 2004 wurde der CDU-Landesvorsitzende und Spitzenkandidat Dieter Althaus als Thüringer Ministerpräsident wiedergewählt und stellte am selben Tag seine neue Landesregierung vor.
In Folge des Rücktritts von Karl Heinz Gasser als Thüringer Innenminister zum 8. April 2008 wurde das Kabinett am 8. Mai 2008 auf mehreren Positionen umgebildet. Der ursprünglich für das Amt des Kultusministers vorgesehene CDU-Landtagsabgeordnete Peter D. Krause erklärte am 5. Mai 2008 nach starker öffentlicher Kritik wegen seiner Vergangenheit als Autor der rechtspopulistischen Wochenzeitung Junge Freiheit seinen Verzicht; stattdessen übernahm der bisherige CDU-Bundestagsabgeordnete Bernward Müller das Amt.
Am Neujahrstag 2009 wurde Ministerpräsident Dieter Althaus in einem von ihm selbst verursachten Skiunfall schwer verletzt. Bis zu seiner Rückkehr ins Amt am 20. April 2009 übernahm dessen Stellvertreterin Birgit Diezel die Amtsgeschäfte des Ministerpräsidenten.
Nach dem schwachen Abschneiden der CDU bei der 5. Landtagswahl am 30. August 2009 – die Partei verlor 11,8 Prozentpunkte und die absolute Mehrheit im Landtag – reichte Dieter Althaus am 3. September 2009 seinen Rücktritt ein. Gemäß Artikel 75 Absatz 2 Satz 2 der Verfassung des Freistaats Thüringen endete damit auch die Amtszeit der gesamten Landesregierung; sie blieb bis zur Amtsübernahme der neuen, von der bisherigen Sozialministerin Christine Lieberknecht geführten Landesregierung am 4. November 2009 geschäftsführend im Amt. Da Finanzministerin Birgit Diezel in der konstituierenden Sitzung des 5. Landtags am 29. September 2009 zur Landtagspräsidentin gewählt wurde, schied sie aus dem Kabinett aus. Die kommissarische Leitung des Finanzministeriums übernahm Staatskanzleichef Klaus Zeh, der dienstälteste Minister Volker Sklenar (Regierungsmitglied seit November 1990) wurde Stellvertreter des Ministerpräsidenten.
| Amt                                                                                          | Name                                     | Partei | Partei |
| -------------------------------------------------------------------------------------------- | ---------------------------------------- | ------ | ------ |
| Ministerpräsident                                                                            | Dieter Althaus (bis 30. Oktober 2009)    |        | CDU    |
| Stellvertreter(in) des Ministerpräsidenten                                                   | Birgit Diezel (bis 29. September 2009)   | CDU    |        |
| Stellvertreter(in) des Ministerpräsidenten                                                   | Volker Sklenar (ab 29. September 2009)   | CDU    |        |
| Minister für Bundes- und Europaangelegenheiten und Chef der Staatskanzlei                    | Gerold Wucherpfennig (bis 8. Mai 2008)   | CDU    |        |
| Minister für Bundes- und Europaangelegenheiten und Chef der Staatskanzlei                    | Klaus Zeh (ab 8. Mai 2008)               | CDU    |        |
| Innenminister                                                                                | Karl Heinz Gasser (bis 8. April 2008) 1  | CDU    |        |
| Innenminister                                                                                | Manfred Scherer (ab 8. Mai 2008)         | CDU    |        |
| Kultusminister                                                                               | Jens Goebel (bis 7. Mai 2008)            | CDU    |        |
| Kultusminister                                                                               | Bernward Müller (ab 8. Mai 2008)         | CDU    |        |
| Justizminister(in)                                                                           | Harald Schliemann (bis 7. Mai 2008)      | CDU    |        |
| Justizminister(in)                                                                           | Marion Walsmann (ab 8. Mai 2008)         | CDU    |        |
| Finanzministerin                                                                             | Birgit Diezel (bis 29. September 2009) 2 | CDU    |        |
| Minister für Wirtschaft, Technologie und Arbeit                                              | Jürgen Reinholz                          | CDU    |        |
| Minister(in) für Soziales, Familie und Gesundheit                                            | Klaus Zeh (bis 8. Mai 2008)              | CDU    |        |
| Minister(in) für Soziales, Familie und Gesundheit                                            | Christine Lieberknecht (ab 8. Mai 2008)  | CDU    |        |
| Minister für Landwirtschaft, Naturschutz und Umwelt                                          | Volker Sklenar                           | CDU    |        |
| Minister für Bau und Verkehr; ab 8. Mai 2008: Minister für Bau, Landesentwicklung und Medien | Andreas Trautvetter (bis 7. Mai 2008)    | CDU    |        |
| Minister für Bau und Verkehr; ab 8. Mai 2008: Minister für Bau, Landesentwicklung und Medien | Gerold Wucherpfennig (ab 8. Mai 2008)    | CDU    |        |